# 뚜옌호아현
뚜옌호아현(베트남어: Huyện Tuyên Hóa / 縣宣化)은 베트남 북중부 지방 꽝빈성의 현이다.

## 행정 구역
뚜옌호아현은 1시진, 18사를 관할하고 있다.

### 시진
- 동레 시진 (Thị trấn Đồng Lê, 同黎市鎭)

### 사
- 까오꽝 사 (Xã Cao Quảng, 高廣社)
- 쩌우호아 사 (Xã Châu Hóa, 洲化社)
- 동호아 사 (Xã Đồng Hóa, 同化社)
- 득호아 사 (Xã Đức Hóa, 德化社)
- 흐엉호아 사 (Xã Hương Hóa, 香化社)
- 낌호아 사 (Xã Kim Hóa, 金化社)
- 럼호아 사 (Xã Lâm Hóa, 林化社)
- 레호아 사 (Xã Lê Hóa, 黎化社)
- 마이호아 사 (Xã Mai Hóa, 枚化社)
- 사 (Xã Ngư Hóa, 魚化社)
- 사 (Xã Phong Hóa, 豊化社)
- 사 (Xã Sơn Hóa, 山化社)
- 사 (Xã Thạch Hóa, 石化社)
- 사 (Xã Thanh Hóa, 淸化社)
- 사 (Xã Thanh Thạch, 淸石社)
- 사 (Xã Thuận Hóa, 順化社)
- 사 (Xã Tiến Hóa, 前化社)
- 사 (Xã Văn Hóa, 文化社)